# Mariano de la Mata Aparício
Mariano de la Mata Aparício, OSA (31. prosince 1905 La Puebla de Valdavia – 5. dubna 1983 São Paulo) byl španělský římskokatolický kněz a řeholník Řádu svatého Augustina, působící jako misionář v Brazílii. Katolická církev jej uctívá jako blahoslaveného.

## Život
Narodil se dne 31. prosince 1905 v obci La Puebla de Valdavia jako jeden z osmi dětí Manuelovi de la Mata a Martině Aparício. Měl osm sourozenců.
Roku 1921 vstoupil do Řádu svatého Augustina, do něhož vstoupili také tři jeho bratři, a poté se ve Valladolidu začal připravovat na kněžská studia, která absolvoval v klášteře Santa María de la Vid v Burgosu. Dne 9. září 1921 přijal z rukou bl. Anselma Polanca řeholní hábit a roku 1922 složil své první dočasné řeholní sliby. Roku 1926 byl poslán zpět do kláštera Santa María de la Vid, kde dokončil své teologické studium. Dne 23. ledna 1927 složil své doživotní řeholní sliby a 25. července 1930 byl vysvěcen na kněze. Poté krátkou dobu učil na řádové škole College la Encarnación v Llanes, než byl v červenci roku 1931 poslán do Brazílie.
Zde působil ve farnosti ve městě Taquaritinga ve státě São Paulo. Od roku 1933 působil na koleji Santo Agostinho v São Paulu, spravované jeho řadem, kde vyučoval přírodní vědy a roku 1942 se stal správcem koleje. V letech 1945–1948 byl viceprovinciálem celé brazilské provincie jeho řádu. Působil také jako profesor a představený na Engenheiro Schmitt.
Roku 1961 začal znovu učit na koleji Santo Agostinho v São Paulu. Stal se duchovním vůdcem „Oficinas de Santa Rita de Cássia“, skupiny žen vyrábějící oblečení a další vybavení pro potřebné novorozence. Pomáhal potřebným a navštěvoval své nemocné studenty.
Kvůli šedému zákalu se mu zhoršil zrak. V lednu roku 1983 mu byla diagnostikována rakovina slinivky, načež podstoupil operaci k odstranění zhoubného nádoru, ale rakovina se dál šířila rychlým tempem. Zemřel na rakovinu slinivky dne 5. dubna 1983 v São Paulu. Jeho ostatky spočívají v kostele sv. Augustina při koleji Santo Agostinho v São Paulu.

## Úcta
Jeho beatifikační proces započal dne 14. prosince 1996, čímž obdržel titul služebník Boží. Dne 20. prosince 2004 jej papež sv. Jan Pavel II. podepsáním dekretu o jeho hrdinských ctnostech prohlásil za ctihodného. Dne 28. dubna 2006 byl uznán zázrak na jeho přímluvu, potřebný pro jeho blahořečení.
Blahořečen pak byl dne 5. listopadu 2006 v katedrále Nanebevzetí Panny Marie a sv. Pavla v São Paulu. Obřadu předsedal jménem papeže Benedikta XVI. kardinál José Saraiva Martins.
Jeho památka je připomínána 5. dubna. Bývá zobrazován v řeholním oděvu.